# Arnold Vosloo
Arnold Vosloo (Pretoria, 16 giugno 1962) è un attore sudafricano naturalizzato statunitense, noto per la sua partecipazione ai film La mummia e La mummia - Il ritorno.

## Biografia
Nato a Pretoria, la capitale amministrativa del Sudafrica, Arnold Vosloo cresce a Port Elizabeth, assieme ai genitori Deon e Joyce e alla sorella Nadia. I genitori fanno parte di una compagnia teatrale e Vosloo si dimostra interessato alla recitazione. Inizia a lavorare in teatro aggiudicandosi svariati premi, fino al 1987 quando debutta in Alba d'acciaio, il suo primo film americano.
Nel 1992 partecipa a 1492 - La conquista del paradiso (1992) e ottiene la popolarità nel 1999 per l'interpretazione del terribile gran sacerdote Imhotep nel film La mummia e nel sequel La mummia - Il ritorno (2001). Negli anni seguenti recita nel film Agente Cody Banks e alle serie TV Veritas: The Quest, 24, Streghe, Chuck e NCIS - Unità anticrimine.
Nel 2006 interpreta il Colonnello Coetzee in Blood Diamond - Diamanti di sangue di Edward Zwick. Nel 2011 interpreta Jacob Broadsky, l'antagonista dell'agente Seeley Booth nella sesta stagione della serie Bones.

### Vita privata
Nel 1988 sposa Nancy Mulford e ottiene la cittadinanza statunitense, ma il matrimonio finisce nel 1991.  Nel 1998 si risposa con la portavoce Sylvia Ahi.

## Filmografia

### Cinema
- Alba d'acciaio (Steel Dawn), regia di Lance Hool (1987)
- Atto di pirateria (Act of Piracy) (1988)
- Una ragione per morire (Reason to Die) (1989)
- A un passo dalla morte (The Revenger), regia di Cedric Soundstrom (1989)
- Sepolti vivi (Buried Alive) (1990)
- Pistole violente 2 (Living to Die) (1990)
- 1492 - La conquista del paradiso (1492: Conquest of Paradise), regia di Ridley Scott (1992)
- Video assassino (The Finishing Touch) (1992)
- Senza tregua (Hard Target), regia di John Woo (1993)
- Darkman II - Il ritorno di Durant (Darkman II: The Return of Durant), regia di Bradford May (1993)
- Darkman III - Darkman morirai (Darkman III: Die Darkman Die), regia di Bradford May (1996)
- Zeus e Roxanne - Amici per la pinna (Zeus and Roxanne) (1997)
- Inchiesta ad alto rischio (Rough Draft) (1998)
- Progeny - Il figlio degli alieni (Progeny), regia di Brian Yuzna (1999)
- La mummia (The Mummy), regia di Stephen Sommers (1999)
- La mummia - Il ritorno (The Mummy Returns), regia di Stephen Sommers (2001)
- Global Effect - Rischio di contagio (Global Effect) (2002)
- Warriors Angels - Lame scintillanti (Warriors Angels) (2002)
- Impatto criminale (Con Express), regia di Terry Cunningham (2002)
- Endangered Species, regia di Kevin Tenney (2002)
- Agente Cody Banks (Agent Cody Banks), regia di Harald Zwart (2003)
- Il perdono - Forgiveness, regia di Ian Gabriel (2004)
- Blood Diamond - Diamanti di sangue (Blood Diamond), regia di Edward Zwick (2006)
- Lasko - Il treno della morte (Lasko - Death Train) (2006)
- Living & Dying, regia di Jon Keeyes (2007)
- G.I. Joe - La nascita dei Cobra (G.I. Joe: Rise of Cobra), regia di Stephen Sommers (2009)
- G.I. Joe - La vendetta (G.I. Joe: Retaliation), regia di Jon M. Chu (2013)
- Il luogo delle ombre (Odd Thomas), regia di Stephen Sommers (2013)
- Shark Killer, regia di Sheldon Wilson (2015)
- L'assedio di Silverton (Silverton Siege), regia di Mandla Dube (2022)
- Sniper: L'ultimo baluardo (Sniper: The Last Sand), regia di Danishka Esterhazy (2025)

### Televisione
- Streghe (Charmed) - serie TV, episodio 2x16 (2000)
- Alias - serie TV, episodio 3x12 (2003)
- Veritas: The Quest – serie TV, 13 episodi (2003-2004)
- Amerika - Un paese sotto scacco (Meltdown), regia di Jeremiah S. Chechik – film TV (2004)
- 24 - serie TV, 17 episodi (2005)
- Shark - Giustizia a tutti i costi (Shark) - serie TV, episodio 2x01 (2007)
- Chuck - serie TV, episodi 2x17-2x19-2x21 (2007)
- Fire & Ice - Le cronache del drago (Fire and Ice: The Dragon Chronicles), regia di Pitof – film TV (2008)
- NCIS - Unità anticrimine (NCIS) - serie TV, episodi 6x25-8x08 (2009-2011)
- Psych - serie TV, episodio 4x12 (2010)
- Bones - serie TV, episodio 6×13-6×15-6x22 (2011)
- Elementary - serie TV, episodio 1x24 (2013)
- Crisis - serie TV, episodi 1x01-1x08 (2014)
- Grimm - serie TV, episodio 4x12 (2015)
- Criminal Minds: Beyond Borders - serie TV, episodio 1x10 (2016)
- Bosch - serie TV, 9 episodi (2017)
- Jack Ryan - serie TV, 4 episodi (2019)

### Doppiatore
- Superman/Shazam!: The Return of Black Adam - cortometraggio, regia di Joaquim Dos Santos (2010)
- Young Justice - serie TV, 1x04 (2011)
- All-Star Superman, regia di Sam Liu (2011)
- Lanterna Verde - I cavalieri di smeraldo (Green Lantern: Emerald Knights), regia di Christopher Berkeley, Lauren Montgomery e Jay Oliva (2011)

## Doppiatori italiani
Nelle versioni in italiano delle opere in cui ha recitato, Arnold Vosloo è stato doppiato da:
- Fabrizio Temperini in Darkman II - Il ritorno di Durant, Darkman III - Darkman morirai, Global Effect - Rischio di contagio
- Antonio Palumbo in NCIS - Unità anticrimine (ep. 8x08-09), L'assedio di Silverton
- Gaetano Varcasia in Zeus, Roxanne - Amici per la pinna, Psych
- Luca Biagini in Impatto criminale, Chuck
- Roberto Draghetti in Agente Cody Banks, Alias
- Giorgio Locuratolo in Bosch, Jack Ryan
- Roberto Rizzi in Senza tregua
- Massimo Rossi in Progeny - Il figlio degli alieni
- Stefano Mondini in La mummia - Il ritorno
- Paolo Marchese in Shark Killer
- Roberto Pedicini in Veritas: The Quest
- Pasquale Anselmo in 24
- Massimo Lodolo in Blood Diamond - Diamanti di sangue
- Paolo Buglioni in NCIS - Unità anticrimine (ep. 6x25)
- Marco Mete in G.I. Joe - La nascita dei Cobra
- Mauro Magliozzi in Bones
- Enzo Avolio in Elementary
- Oliviero Dinelli in G.I. Joe - La vendetta
- Fabrizio Pucci in Criminal Minds: Beyond Borders
- Dario Oppido in Sniper - L'ultimo baluardo